# Nigerese presidentsverkiezingen 1989
De Nigerese presidentsverkiezingen in 1989 had plaats op 10 december. Niger was destijds een eenpartijstaat. De Nationale Beweging voor de Ontwikkeling van de Maatschappij met aan het hoofd Ali Saibou was de enige toegestane partij. Zij won ook alle 93 zetels bij de verkiezingen voor het parlement die tegelijkertijd werd gehouden. Bij de verkiezingen was ook geen tegenkandidaten, zodat Saibou zonder problemen herkozen kon worden. De opkomst was 95.1 procent.

## Uitslag
| Kandidaat-partij                                                         |           |            |
| Kandidaat-partij                                                         | Stemmen   | Percentage |
| ------------------------------------------------------------------------ | --------- | ---------- |
| Ali Saibou – Nationale Beweging voor de Ontwikkeling van de Maatschappij | 3.316.182 | 99.6       |
| Tegen                                                                    | 13.472    | 0.4        |
| Ongeldige- en blancostemmen                                              | 5.259     |            |
| Totaal                                                                   | 3.334.913 | 100.0      |

1965 · 1970 · 1989 · 1993 · 1996 · 1999 · 2004 · 2011 · 2016